# Музей Ларко
Музей Ларко (исп. Museo Arqueológico Rafael Larco Herrera) — археологический музей в Лиме, Перу, посвящённый местной истории, культуре и былым цивилизациям. Хранит предметы империи Инков, а также цивилизаций Моче, Наска и Чиму.

## История
В 1925 году Рафаэль Ларко Эррера (исп. Rafael Larco Herrera) приобрёл коллекцию археологических артефактов (~600 единиц из керамики) у шурина Альфредо Ойле (исп. Alfredo Hoyle). Затем, передав коллекцию сыну (Rafael Larco Hoyle), проявившему интерес к артефактам, убедил Виктора Ларко Эррера (основателя первого музея в Лиме), что необходимо сформировать музей для хранения растущего количества реликвий. Коллекция начала пополняться. Ларко Ойле купил 8000 экспонатов у Роа (Roa) и 6000 экспонатов у Карранца (Carranza). Было куплено несколько коллекций в Долине Чикама (Chicama), Трухильо, Виру (Viru), и Чимботе. Коллекция выросла, и была помещена на витрину в поместье в Чиклине (Chiclin). Музей был открыт в день независимости Перу 28 июля 1926 года.
В 2003 году часть коллекции из хранилища была перенесена в Музей доколумбового искусства в Куско (столицу Инков).

## Коллекции, галереи, выставки

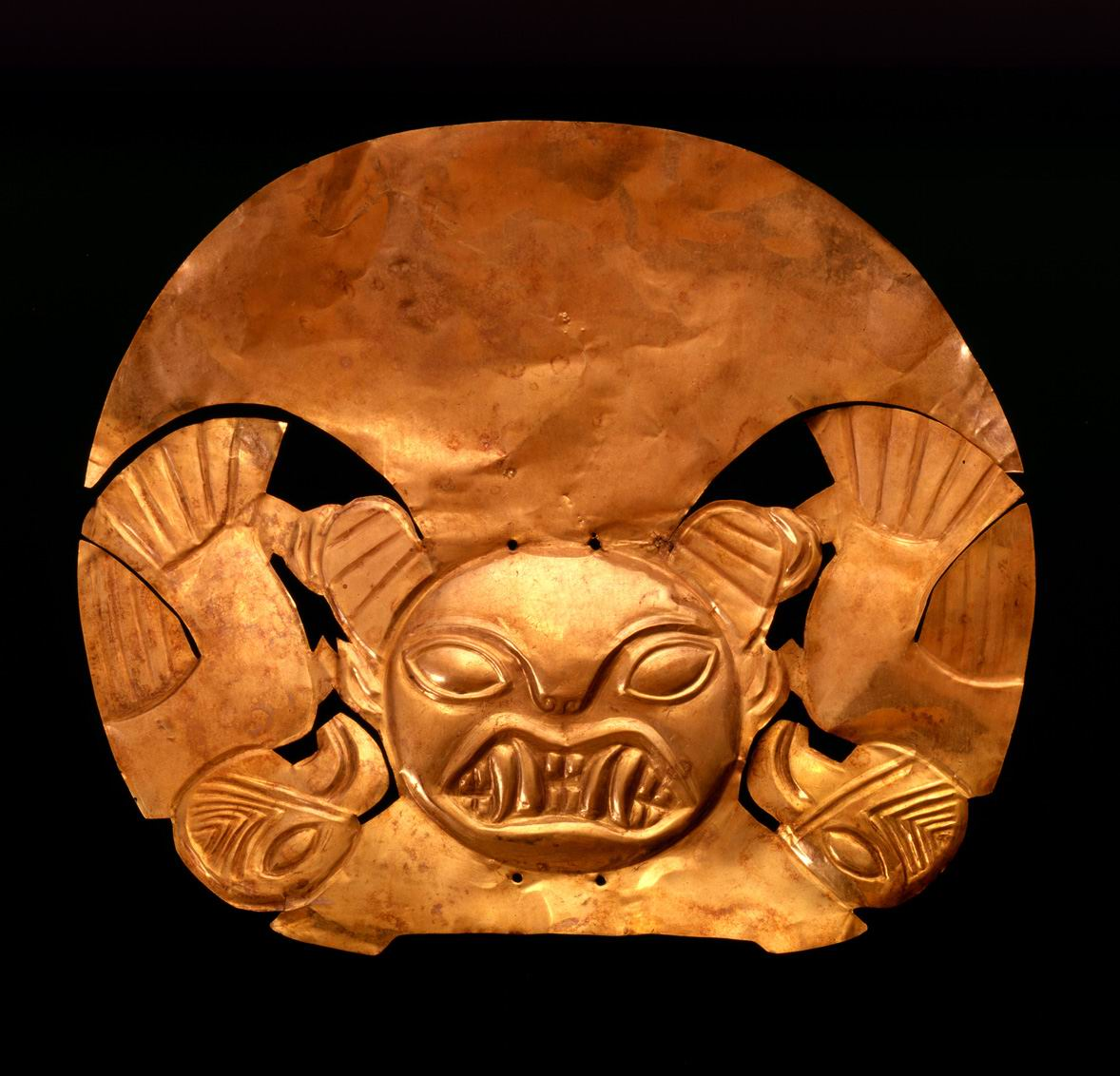
Маска Мочика с витрины галереи «Золота»

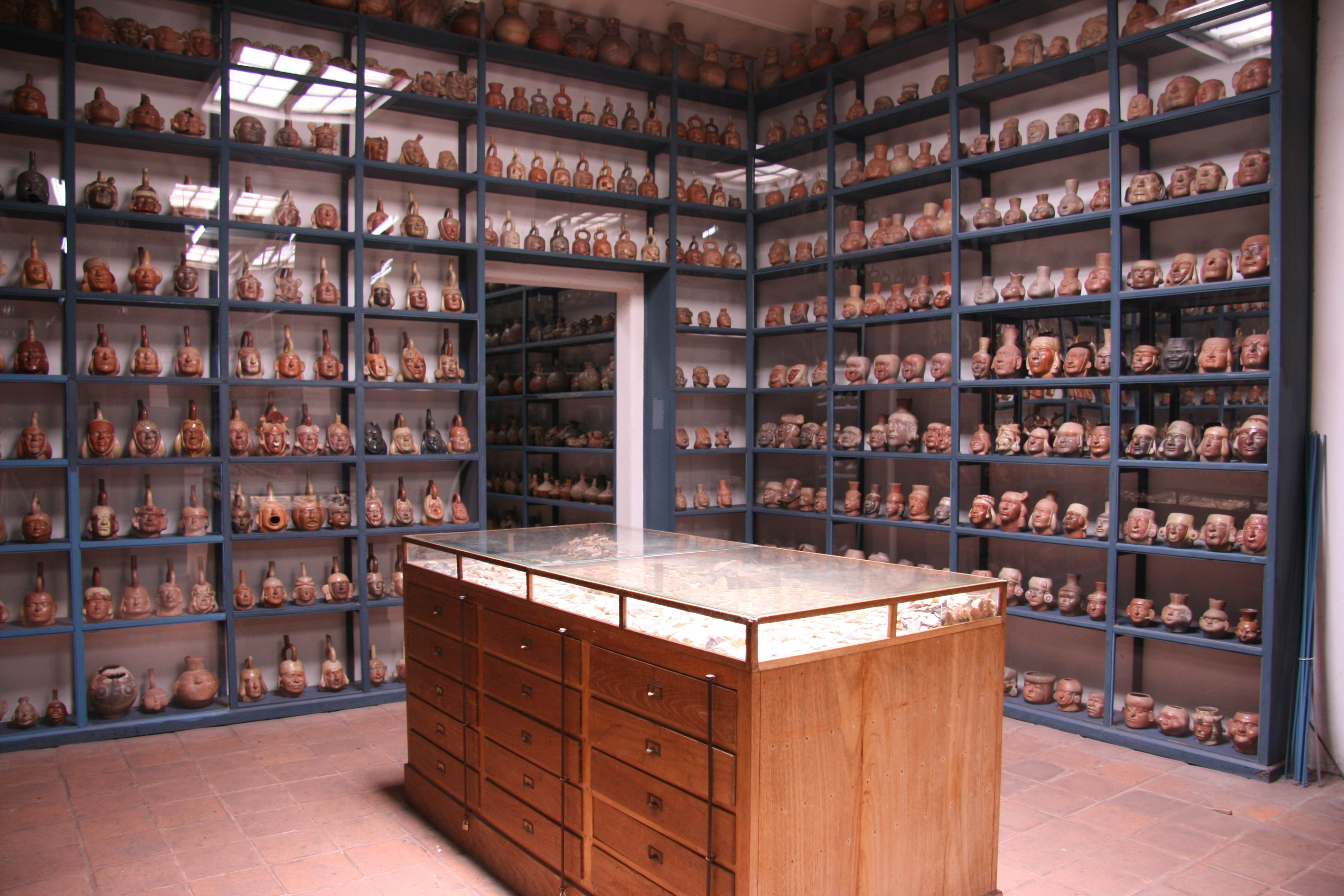
Галерея хранилища

- Галерея «Золота» и «Серебра»
- Эротическая коллекция керамики
- Галерея Культур (4 части):

Северное Побережье: Куписнике (Cupisnique), Викус (Vicus), Мочика (Mochica) и Чиму (Chimu);
Центральное Побережье: Лима и Чанкай (Chancay);
Южное Побережье: Паракас (Paracas), Наска (Nazca) и Чинча (Chincha);
Горная местность: Чавин (Chavin), Тиуанако (Tiahuanaco), Уари (Huari) и Инки.

## Интересные факты
- Музей Ларко имеет 45 000 экспонатов, которые помещены в электронный каталог.
- Расположен в особняке вице-короля Перу 18-го столетия на месте постройки пирамиды 7-го столетия.
- Это одна из самых больших коллекций искусства доколумбовой эпохи.

## Керамика культуры Моче в музее Ларко

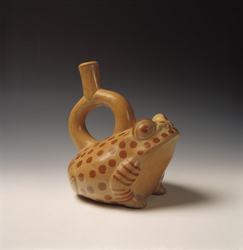
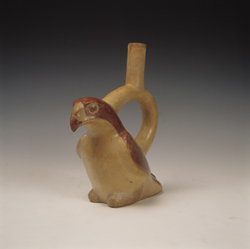
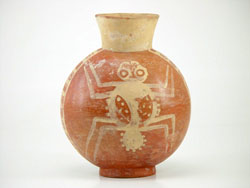
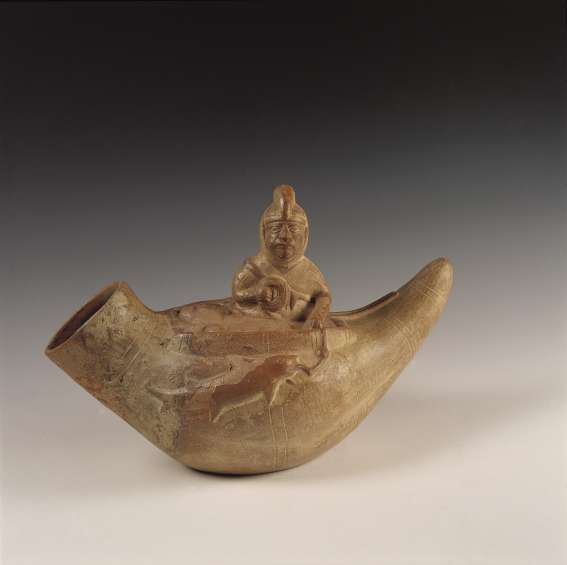
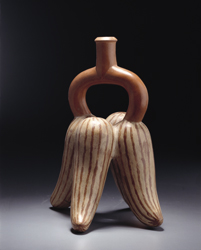
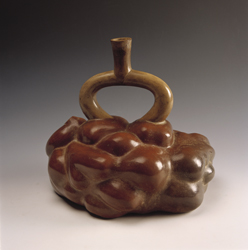
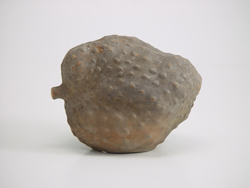
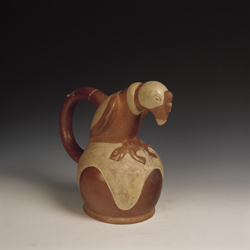
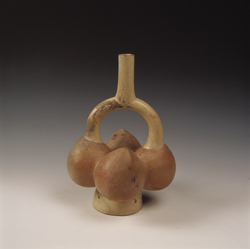
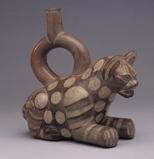
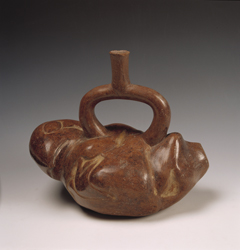
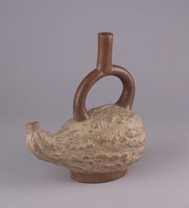
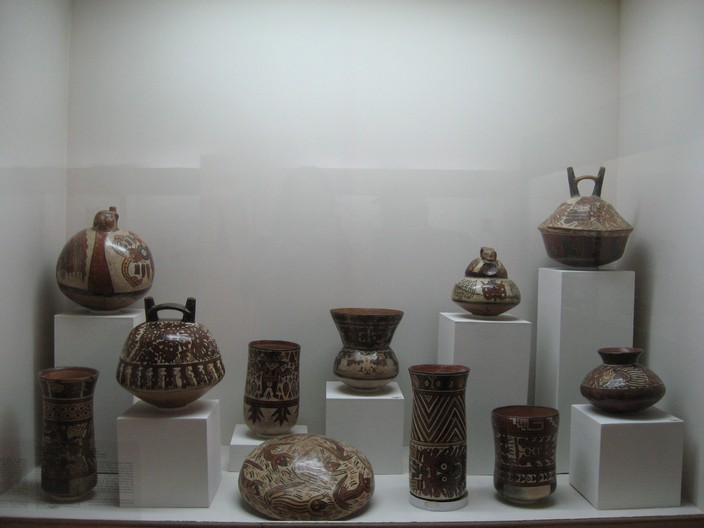
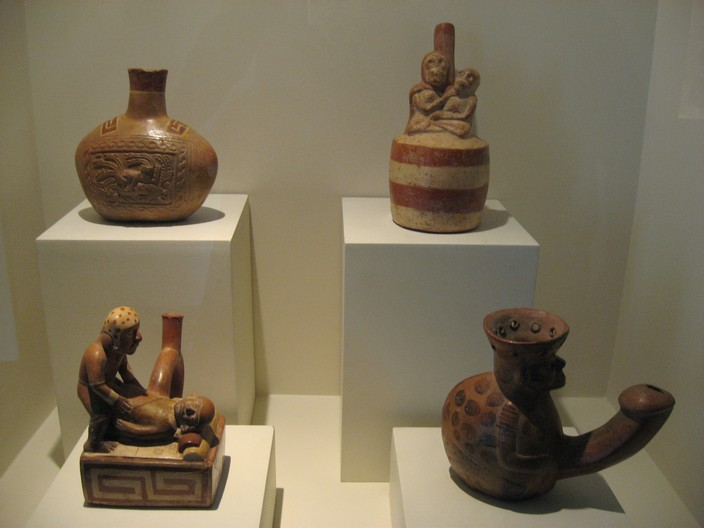
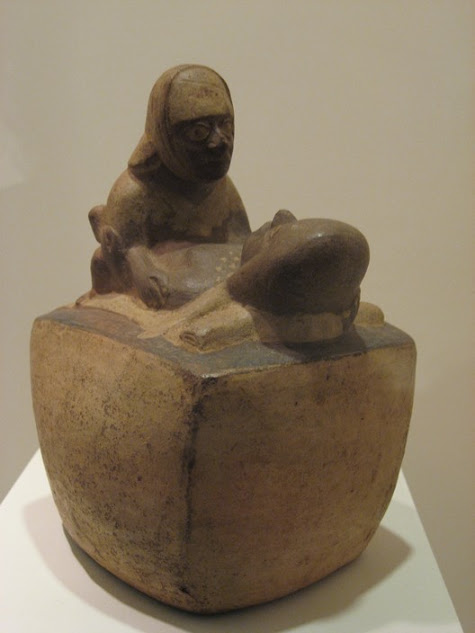